# Войнишко училище
Войнишкото училище (на македонска литературна норма: Војничко училиште) е училищна сграда в село Войница, Северна Македония, къща музей на комунистическия партизанин и поет Коле Неделковски (1912 - 1941).
Неделковски е учил в сградата на войнишкото училище и тъй като родната му къща е разрушена, в 1982 година училището е превърнато в негова къща музей.
Училището е обновено с пари на министерството на културата в 2012 година заедно с Попарсовата къща в Богомила, родния дом на Петър Попарсов.